# Москва, которую мы потеряли
«Москва, которую мы потеряли» (англ. Moscow, we lost) — предстоящий документально-публицистический фильм российского режиссёра Николая Петрова, посвящённый дореволюционной Москве.

## Сюжет
Революция 1917 года, свержение монархии, свержение Временного правительства, провозглашение советской власти, гражданская война — эти события изменили Россию и повлияли на Москву. Город преобразился до неузнаваемости и за недолгое время потерял часть нашего культурного наследия.